# 切列姆尚卡
51°26′16″N 24°30′5″E / 51.43778°N 24.50139°E
切列姆尚卡（烏克蘭語：Черемшанка），是烏克蘭的村落，位於該國西部沃倫州，由科韋利區負責管轄，始建於1570年，面積0.04平方公里，海拔高度163米，2001年人口100，人口密度每平方公里2,272.73人。